# Теорема
Теоре́ма (др.-греч. Θεώρημα, от др.-греч. Θεώρηώ — рассуждаю) — математическое утверждение, истинность которого устанавливается путём доказательства. Доказательства теорем опираются на ранее доказанные теоремы и общепризнанные утверждения (аксиомы).
Прокл Диадох в «Комментарии к I книге Начал Евклида» писал, что Зенодот отличает теорему от задачи: «теорема исследует, каков отличительный признак соответствующей ей материи, а задача — каково некое сущее».
Теорема является логическим следствием аксиом. Доказательство математической теоремы является логическим аргументом для утверждения теоремы, приведённого в соответствии с правилами формальной системы. Доказательство теоремы часто интерпретируется как обоснование истинности утверждения теоремы. В свете требования, чтобы теоремы были доказаны, концепция теоремы является принципиально дедуктивной, в отличие от понятия научного закона, который является экспериментальным.
Многие математические теоремы являются условными утверждениями. В этом случае доказательство выводит заключение из условий, называемых гипотезами или предпосылками. В свете интерпретации доказательства как оправдания истины, заключение часто рассматривается как необходимое следствие гипотез, а именно, что заключение верно в случае, если гипотезы верны, без каких-либо дополнительных предположений. Тем не менее, условия могут интерпретироваться по-разному в некоторых дедуктивных системах, в зависимости от значений, присвоенных правилам вывода и символа условия.
Хотя теоремы могут быть написаны в полностью символической форме, например, с помощью исчисления высказываний, они часто выражаются на естественном языке (английском, русском, французском и др.). То же верно и для доказательств, которые часто выражаются в виде логически организованной и чётко сформулированной цепи неформальных аргументов, предназначенных для того, чтобы убедить читателей в истинности формулировки теоремы, из каковой цепи в принципе можно построить формальное символическое доказательство. Такие аргументы, как правило, легче проверить, чем чисто символические, и, на самом деле, многие математики отдают предпочтение доказательству, которое не только демонстрирует справедливость теоремы, но и каким-то образом объясняет, почему она, очевидно, верна. В некоторых случаях одной картины достаточно для доказательства теоремы.
Поскольку теоремы лежат в основе математики, они также играют центральную роль в её эстетике. Теоремы часто описываются как «тривиальные», «сложные», «глубокие» или даже «красивые». Эти субъективные суждения варьируются не только от человека к человеку, но и со временем: например, когда доказательство упрощено или лучше понято, теорема, которая когда-то была трудной, может стать тривиальной. С другой стороны, глубокая теорема может быть сформулирована просто, но её доказательство может включать в себя удивительные и тонкие связи между различными областями математики. Особенно известным примером такой теоремы является Великая теорема Ферма.
Словосочетание «теорема неверна» неприемлемо, поскольку теорема (той или иной теории) — предложение, имеющее доказательство (в этой теории). Вместо этого употребительнее говорить и писать: "Верно ли это предложение?" или "Является ли теоремой данное предложение?" .

## Формулировка, структура и классификация теорем

### Виды формулировок
Теорема может быть сформирована как в категоричной, так и в условной форме.
Примеры теорем, сформулированные в категоричной форме:
- «Вертикальные углы равны»;
- «Средняя линия трапеции параллельна основаниям и равна их полусумме»;
- «Логарифм произведения по некоторому основанию равен сумме логарифмов сомножителей по тому же основанию».

Например, «Вертикальные углы равны» — это категоричная формулировка теоремы, а «Если углы являются вертикальными,то они равны» — соответственно условная.

### Структура теоремы
Формулировка всякой теоремы содержит три части:
1. Разъяснительная часть — та часть теоремы, в котором указывается, какие значения принимают переменные (множество, на котором рассматривается теорема);
2. Условие — посылка в теореме, сформулированной в условной форме: то есть те положения, при которых заключение имеет место;
3. Требование (или заключение) — что собственно необходимо доказать, или что об объекте утверждается.

### Классификация теорем
По числу условий (либо заключений):
- простая теорема — теорема, содержащая лишь одно условие и заключение;
- сложная теорема — теорема, содержащая несколько условий или заключений.

По форме:
- теорема сформулирована в условной форме;
- теорема сформулирована в категорической (безусловной) форме;
- теорема сформулирована в критериальной форме[7];

По логике построения предложения:
- Данная теорема;
- Обратная теорема;
- Противоположная теорема;
- Контрапозитивная[9] теорема.

По типу формулировки математического утверждения (теоремы и аксиомы):
- теорема о существования;
- теорема существования и единственности.

## Неформальное изложение теорем
С точки зрения логики, многие теоремы имеют форму условного обозначения : если A, то B. Такая теорема утверждает не истинность B, а только то, что B является необходимым следствием A. В этом случае A называется логической гипотезой теоремы, а B — выводом (формально A и B называются предшествующим и последующим утверждениями). Следует подчеркнуть, что логическая гипотеза и математическая гипотеза — суть разные понятия. Так, утверждение «Если n — чётное натуральное число, то n / 2 — натуральное число» — пример теоремы, в которой гипотезой является утверждение «n — чётное натуральное число», а утверждение «n / 2 — также натуральное число» является выводом.
Для доказательства теорема должна быть выражена в виде точного формального утверждения. Тем не менее, для удобства читателя теоремы обычно выражаются не в полностью символической форме, а на естественном языке. Читатель же самостоятельно преобразует неформальное утверждение в формальное.
В математике часто выбирают несколько гипотез и создают теорию, которая состоит из всех утверждений, логически вытекающих из этих гипотез. Гипотезы, которые составляют основу теории, называются аксиомами или постулатами. Область математики, изучающая формальные языки, аксиомы и структуру доказательств, называется теорией доказательств.
Некоторые теоремы «тривиальны» в том смысле, что они очевидным образом следуют из определений, аксиом и других теорем и не содержат никаких удивительных идей. С другой стороны, некоторые теоремы могут быть названы «глубокими», потому что их доказательства могут быть длинными и трудными, включать области математики, внешне отличные от формулировки самой теоремы, или демонстрировать удивительные связи между различными областями математики. Теорема может быть простой в изложении и в то же время глубокой. Прекрасным примером глубокой теоремы является Великая теорема Ферма. В теории чисел и в комбинаторике, а также в других областях математики имеется множество примеров простых в изложении, но глубоких теорем.
С другой стороны, есть теоремы, имеющие доказательство, которое невозможно записать в простом виде. Наиболее яркими примерами таких теорем являются теорема о четырёх цветах и гипотеза Кеплера. Обе эти теоремы известны тем, что они сводятся к определённому алгоритму, который затем проверяется компьютерной программой. Первоначально многие математики не принимали эту форму доказательства, но сейчас она стала разрешённой. Математик Дорон Цейлбергер даже утверждает, что это, пожалуй, единственные нетривиальные результаты, которые когда-либо были доказаны математиками. Многие математические теоремы могут быть сведены к более простым вычислениям, включая полиномиальные тождества, тригонометрические тождества и гипергеометрические тождества.

## Обеспечиваемость и теорема
Чтобы установить математическое утверждение в качестве теоремы, требуется доказательство, то есть должна быть продемонстрирована линия рассуждений от аксиом в системе (и других уже установленных теорем) к данному утверждению. Однако доказательство обычно рассматривается отдельно от утверждения теоремы. Хотя для одной теоремы может быть известно более одного доказательства, для установления статуса утверждения как теоремы требуется только одно доказательство. Теорема Пифагора и закон квадратичной взаимности являются претендентами на название теоремы с наибольшим количеством различных доказательств.

## Связь с научными теориями
Теоремы в математике и теории в науке принципиально отличаются по своей эпистемологии . Научная теория не может быть доказана; её ключевой атрибут заключается в том, что она фальсифицируется, то есть он делает предсказания о мире природы, которые можно проверить экспериментально. Любое несоответствие между предсказанием и экспериментом демонстрирует неверность научной теории или, по крайней мере, ограничивает её точность или область действия. Математические теоремы, с другой стороны, являются чисто абстрактными формальными утверждениями: доказательство теоремы не может включать эксперименты или другие эмпирические доказательства так же, как эти доказательства используются для поддержки научных теорий.
Тем не менее, существует определённая степень эмпиризма и сбора данных, связанных с открытием математических теорем. Устанавливая модель, иногда с использованием мощного компьютера, математики могут иметь представление о том, что доказывать, а в некоторых случаях даже о том, как приступить к выполнению доказательства. Например, гипотеза Коллатца была проверена для начальных значений примерно до 2,88 × 10 18 . Гипотеза Римана была проверена для первых 10 триллионов нулей дзета-функции . Ни одно из этих утверждений не считается доказанным.
Такие свидетельства не являются доказательством. Например, гипотеза Мертенса — это некоторое неверное утверждение о натуральных числах, однако явный контпример неизвестен. Известно только, что наименьший контрпример не меньше 10 14 и не больше 104,3 × 1039. Найти явный контрпример с помощью полного перебора невозможно, однако известно, что он существует.
Слово «теория» также существует в математике для обозначения совокупности математических аксиом, определений и теорем, как, например, теория групп. Есть также «теоремы» в науке, особенно в физике, и в технике, но они часто имеют утверждения и доказательства, в которых физические предположения и интуиция играют важную роль; физические аксиомы, на которых основаны такие «теоремы», сами по себе фальсифицируемы.

## Терминология
Существует ряд различных терминов для математических утверждений; эти термины указывают на роль, которую заявления играют в конкретной теме. Несоответствие между различными терминами иногда довольно произвольно, и со временем некоторые термины стали использоваться чаще других.
- Аксиома или постулат — это утверждение, которое принимается без доказательств и считается фундаментальным для субъекта. Исторически аксиомы считались «само собой разумеющимися», но в последнее время они считаются предположениями, которые характеризуют предмет исследования. В классической геометрии аксиомы являются общими утверждениями, а постулаты — утверждениями о свойствах геометрических объектов[12]. Определение также принимается без доказательств, поскольку оно просто даёт значение слова или фразы в терминах известных понятий.
- Непроверенное утверждение, которое считается верным, называется гипотезой. Чтобы считаться гипотезой, заявление обычно должно предлагаться публично, и в этот момент к предположению может быть присоединено имя инициатора, как и в случае с гипотезой Гольдбаха . Другие известные примеры гипотез: гипотеза Коллатца и гипотеза Римана. С другой стороны, великая теорема Ферма всегда была известна под этим именем, даже до того, как она была доказана; её никогда не называли «гипотезой Ферма».
- Предложение — теорема меньшей важности. Этот термин иногда означает утверждение с простым доказательством, в то время как термин теорема обычно зарезервирован для наиболее важных результатов или результатов с длинными или трудными доказательствами. Некоторые авторы никогда не используют термин «предложение», а другие используют термин «теорема» только для фундаментальных результатов. В классической геометрии этот термин использовался по-разному: в «Началах» Евклида (ок. 300 г. до н. э.) все теоремы и геометрические конструкции назывались «суждениями» независимо от их важности.
- Лемма — это «вспомогательная теорема», предложение с малой применимостью, которое однако является частью доказательства большей теоремы. В некоторых случаях, когда относительная важность различных теорем становится более ясной, то, что когда-то считалось леммой, начинает считаться теоремой, хотя слово «лемма» остаётся в её названии. В качестве примеров можно привести лемму Гаусса, лемму Цорна и фундаментальную лемму[англ.].
- Следствием является утверждение, которое следует с небольшим доказательством из другой теоремы или определения[13]. Также следствием может быть теорема, переформулированная для более ограниченного частного случая. Например, теорема о том, что все углы в прямоугольнике являются прямыми углами, имеет следствие того, что все углы в квадрате (частный случай прямоугольника) являются прямыми углами .
- Обратное утверждение теоремы — это утверждение, образованное переменой того, что в теореме дано, и того, что должно быть доказано. Например, теорема о равнобедренном треугольнике гласит, что если две стороны треугольника равны, то два угла равны. Поменяв местами то, что дано (две стороны равны), и то, что должно быть доказано (два угла равны), получаем обратное утверждение: если два угла треугольника равны, то и две стороны равны. В этом примере обратное утверждение может быть доказано как ещё одна теорема, но зачастую это не так. Например, обратным утверждением к теореме о том, что два прямых угла равны, является утверждение, что два равных угла должны быть прямыми, но это явно не всегда так[14].
- Обобщением называется теорема, которая включает ранее доказанную теорему как частный случай, а значит, как следствие.

Существуют и другие, реже используемые термины, которые обычно присоединяются к доказанным утверждениям, поэтому некоторые теоремы упоминаются под историческими или общепринятыми названиями. Например:
- Тождество — это теорема о равенстве между двумя математическими выражениями, которое верно всегда независимо от того, какие значения используются для любых переменных или параметров, фигурирующих в выражениях. Примерами являются формула Эйлера и тождество Вандермонда .
- Правило — это теорема, которая устанавливает полезную формулу. Например, правило Байеса и правило Крамера.
- Закон или принцип — это теорема, которая применяется в широком диапазоне обстоятельств. Примерами можно считать закон больших чисел, теорему косинусов, закон Колмогорова «ноль — один», принцип Гарнака, свойство наименьшей верхней границы[англ.] и принцип Дирихле[15].

Несколько известных теорем имеют ещё более своеобразные названия. Алгоритм деления (см. Деление с остатком) — это теорема, выражающая результат деления на натуральные числа и более общие кольца. Соотношение Безу — это теорема, утверждающая, что наибольший общий делитель двух чисел может быть записан как линейная комбинация этих чисел. Парадокс Банаха — Тарского — это теорема в теории меры, которая парадоксальна в том смысле, что она противоречит распространённым представлениям о объёме в трёхмерном пространстве.

## Раскладка теоремы
Теорема и её доказательство обычно выкладываются следующим образом:
Теорема и имя человека, который доказал её, и год открытия, доказательства или публикации.
Утверждение теоремы (иногда называемое суждением ).
Доказательство
Описание доказательства.
Конец.
Конец доказательства может быть обозначен буквами QED (quod erat demonstrandum) или одним из надгробных знаков «□» или «∎», означающим «Конец доказательства», введённым Полом Халмосом после их использования в журнальных статьях.
Точный стиль зависит от автора или публикации. Многие публикации предоставляют инструкции или макрокоманды для набора текста в стилистическом справочнике.
Обычно теореме предшествуют определения, описывающие точное значение терминов, используемых в теореме. Также изложение теоремы предваряет ряд предложений или лемм, которые затем используются в доказательстве. Однако леммы иногда включаются в доказательство теоремы либо с вложенными доказательствами, либо с их доказательствами, представленными после доказательства теоремы.
Следствия из теоремы представлены либо между теоремой и доказательством, либо непосредственно после доказательства. Иногда следствия имеют свои собственные доказательства, которые объясняют, почему они следуют из теоремы.

## Интересные факты
Подсчитано, что ежегодно доказывается более четверти миллиона теорем.
Хорошо известный афоризм «математик — это устройство для превращения кофе в теоремы» часто приписывают выдающемуся математику Палу Эрдёшу, который был знаменит доказательством большого количества теорем, числом Эрдёша, характеризующем количество его возможных соавторов и огромным количеством выпиваемого им кофе. Однако это высказывание принадлежит коллеге Эрдёша, Альфреду Реньи (хотя Реньи, произнося эту фразу, скорее всего имел в виду Эрдёша).
Классификация простых конечных групп рассматривается некоторыми математиками как самое длинное доказательство теоремы. Её произвели около 100 авторов в 500 журнальных статьях, занимающих в общей сложности десяток тысяч страниц. Считается, что эти публикации вместе дают полное доказательство, и многие математики надеются сократить и упростить это доказательство. Другая теорема этого типа — проблема четырёх красок, чьё компьютерное доказательство слишком длинное, чтобы человек мог его прочитать. Это, безусловно, самое длинное из известных доказательств теоремы, утверждение которых легко понять непрофессионалу.